# Pedro Juan Gutiérrez
Pedro Juan Gutiérrez (Matanzas, 1950. január 27. –) kubai író, festő, szobrász, költő és újságíró.
Pinar del Ríóban nőtt fel, és 11 éves korában kezdett el fagylaltot és újságokat árulni. Volt katona, úszó- és kajakoktató, mezőgazdasági munkás, építőipari technikus, műszaki tervező, rádiós előadó és újságíró 26 éven át. Festő, szobrász és több verseskötet szerzője.
37 évesen érkezett Centro Habanába, a főváros egy leromlott városrészébe, és megdöbbentette az erőszak mértéke, de az ott élő emberek energiája is.
A Piszkos havannai trilógia, a Havanna királya, a Trópusi állat (2000-ben elnyerte a spanyol Alfonso Garcia Ramos-díjat), El insaciable hombre araña (A telhetetlen pókember), a Carne de perro (Kutyahús; az olasz Narrativa Sur del Mundo díj nyertese), a El nido de la serpiente (Kígyófészek; 2008-ban elnyerte a Prix des Amériques Insulaires et de la Guyane díjat), a "Nuestro GG en La Habana" és a "Melancolía de los leones" című novellák szerzője. 2007-ben jelent meg Corazón Mestizo című kubai útikönyve.

## Írások
A „kubai piszkos realizmus” mesterének nevezett Zoé Valdéshez és Fernando Velázquez Medinához hasonlóan közvetlen, zsigeri stílusban meséli el a kubai alsóbb osztály történeteit. Könyvei a mai Kubát írják le félig önéletrajzi szemszögből, kiábrándult újságíróként.
Könyvei jellemzően zord, tragikomikus beszámolók saját magáról és honfitársairól, akik pénzért hajtanak, örömöt és boldogságot keresnek, és kétségbeesett helyzetekben küzdenek. Sokat él az iróniával. Történetei azt mutatják be, hogy milyen nehéz az önellátás és az elégedettség elérése egy diszfunkcionális és szegénységben élő, paternalista kormányzatú társadalomban.
Elbeszélői hangja szkeptikus, intellektuális, humoros, nyers, szardónikus és nyersen őszinte. Irodalmi személyisége elsősorban a szegénységből való meneküléssel foglalkozik. Az erőfeszítések azonban ritkán sikeresek, és idejének nagy részét azzal tölti, hogy a nyomor elől a szex és az általa kedvelt szenvedélyek, a rum, a szivar és a marihuána segítségével menekül.
A Piszkos havannai trilógia (Trilogía sucia de La Habana) (1998) a legismertebb műve. Az 1990-es évek elején és közepén, a kubai gazdasági válság idején játszódik. Első két része, az „Anclado en la tierra de nadie” („Senki földjén lehorgonyozva”) és a „Nada que hacer” („Nincs mit tenni”) egy Pedro Juan nevű, egykori újságíró, a szerzőhöz hasonlóan pikareszk kalandjait követi nyomon. Magányossággal, klausztrofóbiával és alkoholizmussal küzd. A harmadik rész, a „Sabor a mí” („Az én esszenciám”) novellák gyűjteménye, amelyekben Pedro Juan csak elvétve tűnik fel.
A kubai élet komor ábrázolása ellenére írásaiban hangsúlyozza a kubai kultúra iránti mindent elsöprő szeretetét. Gyakran dicséri a kubai zenét, a leleményességet és az életörömöt. Megvetően ír azokról az emberekről, akik kerülik a kockázatot és az önkifejezést, cserébe a fojtogató biztonságért és az unalomba fulladó banalitásért.

## Pedro Juan Gutiérrez és az obszcén hiperrealizmus
Az olasz kutató, Gino Tramontana (Ph.D. latin-amerikai irodalomból, zenész és író) úgy véli, hogy Pedro Juan Gutiérrez költészetét nem kell olyan egyértelműen Charles Bukowski költészetéhez hasonlítani, és teljesen távol áll az úgynevezett piszkos realizmustól, úgy véli, hogy a legmegfelelőbb meghatározás az obszcén hiperrealizmus. Ezt az elméletet az Universidad Complutense (Madrid) számára készített doktori disszertációban fogadták el és terjesztették el, és olyan nemzetközi tudományos folyóiratok érdeklődését is felkeltette, mint a Cultura Latinoamericana. 2017-ben ezen elmélet alátámasztására egy konferencia is megrendezésre került ¿Realismo sucio o hiperrealismo obsceno? című konferenciát tartottak az Universidad Complutense en Madrid bölcsészkarán, amelynek során Gino Tramontana interjút készített Pedro Juan Gutiérrezzel, azt a tézist követve, amely a kubai szerzőt teljesen távolinak látja a piszkos realizmusként definiált irodalmi mozgalomtól.

## Művei

### Regények
- El Rey de La Habana (1999)
- Animal tropical (2001)
- Nuestro GG en La Habana (2004)
- El nido de la serpiente: Memorias del hijo del heladero (2006)
- Fabián y el caos (2015)
- Estoico y frugal (2019)

### Novellák
- Polizón a bordo (1990)
- Cuentos de La Habana Vieja (1997)
- Anclado en tierra de nadie (1998)
- Sabor a mí (1998)
- Melancolía de los leones (2000)
- Carne de perro (2002)
- Nada que hacer (2002)
- El insaciable hombre araña (2003)
- Diálogos con mi sombra (2013)

### Költészet
- Mediciones y sondeos, 1980-ban a Kubai Írók és Művészek Uniója (UNEAC) elismerésben részesítette.
- La realidad rugiendo (Cuba, poesía gráfica 1987)
- Poesía (Cuba, 1988)
- Espléndidos peces plateados (Buenos Aires, 1996)
- Fuego contra los herejes (Buenos Aires, 1998)
- Yo y una lujuriosa vieja (Montreal, 2005)
- Lulú la perdida y otros poemas de John Snake (Francia y Cuba, 2008)
- Morir en París (2008, publicación española-cubana)
- Arrastrando hojas secas hacia la oscuridad (2012)
- La serpiente roja (2012), Carles Mercader Fulquet fotóival
- El último misterio de John Snake (2013)
- El sendero de las fieras (2014)

### Krónikák
- Vivir en el espacio (1987)
- Corazón mestizo: el delirio de Cuba (2007)

### Esszék
- Cuban Visual Poetry (1993)
- Viejas tesis sobre el cuento (2000)
- Verdad y mentira en la literatura (2001)
- Estallido de la galaxia cubana (2005)
- Urgencia de la poesía (2004)
- Carpentier en los otros (2004)
- Vidas y literatura (2008)
- El caos (inédito)

### Antológiák, összeállítások, válogatások
- Trilogía sucia de La Habana, tartalmazza a Anclado en tierra de nadie, Nada que hacer és a Sabor a mí című novellásköteteket (1998)
- Viejo loco, tizenöt kiadatlan novella és a szerző által három könyvéből maga válogatott novellák gyűjteménye (2014)
- La línea oscura poesía escogida, 1994-2014 (2015)

### Festmények és rajzok
- No tengas miedo, Lulú. (2006)
- Peces y manzanas
- Huellas del animal tropical
- Besos de Gloria

### Magyarul megjelent
- Piszkos havannai trilógia (Trilogía sucia de La Habana) – Athenaeum 2000, Budapest, 2003 · ISBN 9639471194 · Fordította: Hegyi Zsuzsanna
- Trópusi állat (Animal tropical) – Athenaeum 2000, Budapest, 2005 · ISBN 963947178X · Fordította: Csuday Csaba
- Havanna királya (El rey de La Habana) – Magvető, Budapest, 2008 · ISBN 9789631426847 · Fordította: Mester Yvonne

## Fordítás
- Ez a szócikk részben vagy egészben  a   Pedro Juan Gutiérrez című angol Wikipédia-szócikk fordításán alapul.  Az eredeti cikk szerkesztőit annak laptörténete sorolja fel. Ez a jelzés csupán a megfogalmazás eredetét és a szerzői jogokat jelzi, nem szolgál a cikkben szereplő információk forrásmegjelöléseként.